# Jan Sällström
Jan Göran "Sällis" Sällström, född 11 februari 1958, är en svensk före detta fotbollsspelare som representerade Gais åren 1978–1979.

## Biografi
Sällström lyftes upp från Gais juniorer inför säsongen 1978, men spelade inga seriematcher för klubben under säsongen. 1979 blev det dock 10 matcher (1 mål) för Sällström i Gais.
Hans främsta insats i Gais var mot Norrby IF på Ryavallen i Borås, då han i 1979 års sista match, som skulle avgöra om Gais skulle klara sig kvar i division II södra, tvingades hoppa in som målvakt då Kjell Uppling tidigt i matchen bröt armen. Sällström gjorde en otrolig match i målet och höll nollan, och när Lasse Liljeblad även gjorde 1–0 lyckades Gais rädda sig kvar i serien.
Inför säsongen 1980 lämnade han emellertid Gais för Fräntorps IF.